# Gary Cooper
Gary Cooper, pseudonimo di Frank James Cooper (Helena, 7 maggio 1901 – Beverly Hills, 13 maggio 1961), è stato un attore statunitense.
Eroe per eccellenza del western e del melodramma hollywoodiano, l'American Film Institute ha inserito Cooper all'11º posto tra le più grandi star della storia del cinema.

## Biografia

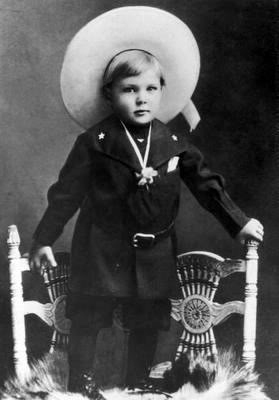
Gary Cooper nell'aprile 1903

Gary Cooper nacque a Helena, nel Montana, figlio di immigrati britannici. Visse in Inghilterra con sua madre Alice Brazier, donna originaria del Kent, fino al 1914, quando, all'età di tredici anni, rimase ferito alla schiena in un incidente automobilistico; tornò quindi ad abitare nel Montana con il padre Charles Henry Cooper, brillante avvocato, presso il ranch nel quale imparò a cavalcare per ristabilirsi dai postumi dell'incidente. Durante questo periodo fece amicizia con Myrna Loy, che viveva vicino a lui.
Come avrebbe riferito anni dopo in un'intervista con la giornalista Hedda Hopper, celebre columnist di Hollywood, la vera vocazione di Cooper non era il cinema, ma la professione di disegnatore: «Sono diventato attore solo per sbarcare il lunario, dopo aver fallito come disegnatore e caricaturista politico. Era questa infatti la mia vera e unica vocazione giovanile».
Nel 1924 si trasferì a Los Angeles con l'intenzione di diventare commerciante d'arte, ma il tentativo non ebbe grande successo. Appena tre mesi più tardi iniziò a lavorare nell'industria cinematografica come comparsa e, l'anno successivo, ebbe la possibilità di affrontare il suo primo vero ruolo di attore in un cortometraggio con Eileen Sedgwick quale protagonista. All'uscita del film, Cooper venne contattato dalla Paramount che gli offrì un contratto a lungo termine. L'attore accettò e, su consiglio della sua agente Nan Collins, cambiò il proprio nome Frank James in Gary, dal nome della città omonima nello Stato dell'Indiana, che doveva evocare lo stile "duro e puro" del luogo.
Coop, come lo chiamavano i colleghi, iniziò una carriera che l'avrebbe portato a partecipare a più di 100 film. Nel 1936 interpretò la commedia È arrivata la felicità di Frank Capra, che gli valse la prima candidatura agli Oscar come miglior attore protagonista. I primi anni quaranta furono il periodo di maggior successo per l'attore, che nel 1942 vinse il suo primo Oscar al miglior attore per il film bellico Il sergente York (1941). Nei due anni successivi ottenne altre due candidature come miglior attore per i film L'idolo delle folle (1942), biografia del giocatore di baseball Lou Gehrig, e Per chi suona la campana (1943), dall'omonimo romanzo di Ernest Hemingway, ma in entrambi i casi non riuscì a portare a casa la statuetta.

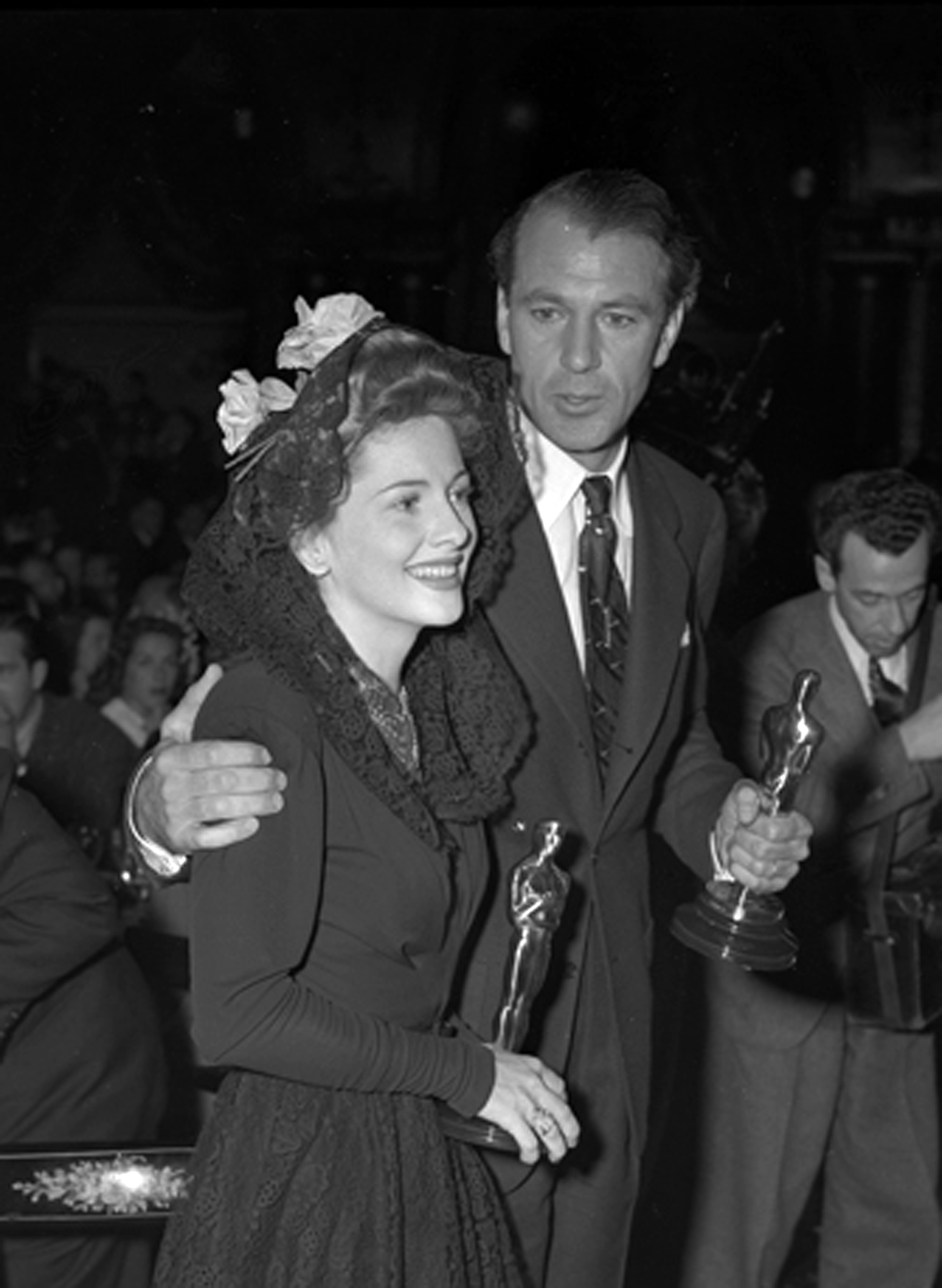
Cooper con Joan Fontaine ai premi Oscar 1942 per Il sergente York di Howard Hawks

Dopo un periodo di minor successo, nel 1953 Cooper vinse un secondo Oscar come miglior attore protagonista per la sua memorabile interpretazione del tormentato sceriffo Will Kane in Mezzogiorno di fuoco (1952), il suo ruolo più ricordato e probabilmente anche la sua migliore interpretazione.
Gary Cooper morì per un tumore alla prostata pochi giorni dopo aver compiuto sessant'anni e fu sepolto nel cimitero Sacred Heart Cemetery a Southampton nello Stato di New York.

## Vita privata

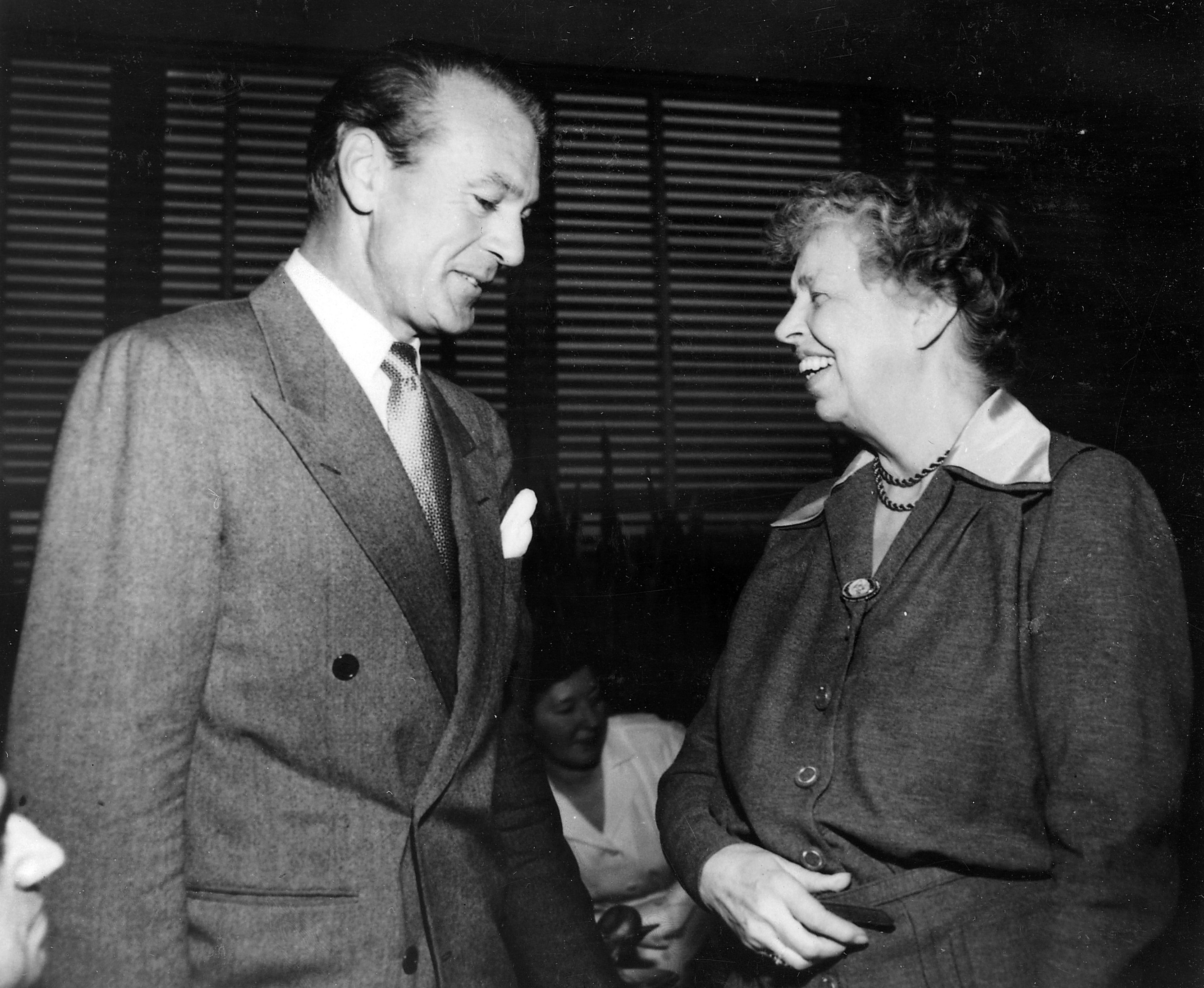
L'attore con l'ex first lady Eleanor Roosevelt a New York nel 1950

In gioventù ebbe relazioni sentimentali con attrici come Clara Bow, Lupe Vélez e con Dorothy Caldwell Taylor, ex moglie dell'aviatore inglese Claude Grahame-White. Nel 1933 sposò Veronica Balfe, un'esponente dell'alta società newyorkese, che aveva lavorato brevemente come attrice sotto il nome di Sandra Shaw, nipote dello scenografo Cedric Gibbons. Durante il matrimonio, da cui nel 1937 nacque la figlia Maria, e che durò fino alla morte di lui, a Cooper vennero attribuiti flirt con diverse co-protagoniste dei suoi film, incluse Grace Kelly e Patricia Neal.
Cooper si convertì ufficialmente al cattolicesimo nel 1958, ricevendo il sacramento del battesimo; aveva iniziato un percorso di avvicinamento alla fede sin dal 1950. Al contrario di quanto viene frequentemente riportato, la sua conversione non fu sollecitata dall'incombere della malattia sulla sua vita. «Assolutamente no - ha detto sua figlia Maria Janis Cooper - ci arrivò da solo, a suo tempo [...] pezzi e pezzi della sua stessa vita che ha voluto mettere assieme in un nuovo modo».

## Retaggio
Per il suo contributo all'industria cinematografica, Gary Cooper è ricordato con una stella presso la Hollywood Walk of Fame, all'altezza del 6243 di Hollywood Boulevard (Los Angeles). Nel 1966 fu riconosciuto come uno dei migliori cowboy e un omaggio alla sua memoria è presente al National Cowboy & Western Heritage Museum (Museo dei ricordi dei Cowboy e del West) a Oklahoma City, nello Stato dell'Oklahoma.
Nella storia del cinema Cooper ha un posto fra i grandi interpreti dello schermo, essendo per l'appunto considerato uno dei più grandi attori di tutti i tempi. Nessuno ha saputo essere «antidivo» quanto lui. Grazie al suo modo di essere e grazie ai suoi sani principi morali era in grado di trasmettere nei confronti del pubblico emozioni che solo pochi attori sono riusciti a trasmettere, tra cui James Stewart, considerato allo stesso livello di Gary, e Gregory Peck.

## Filmografia

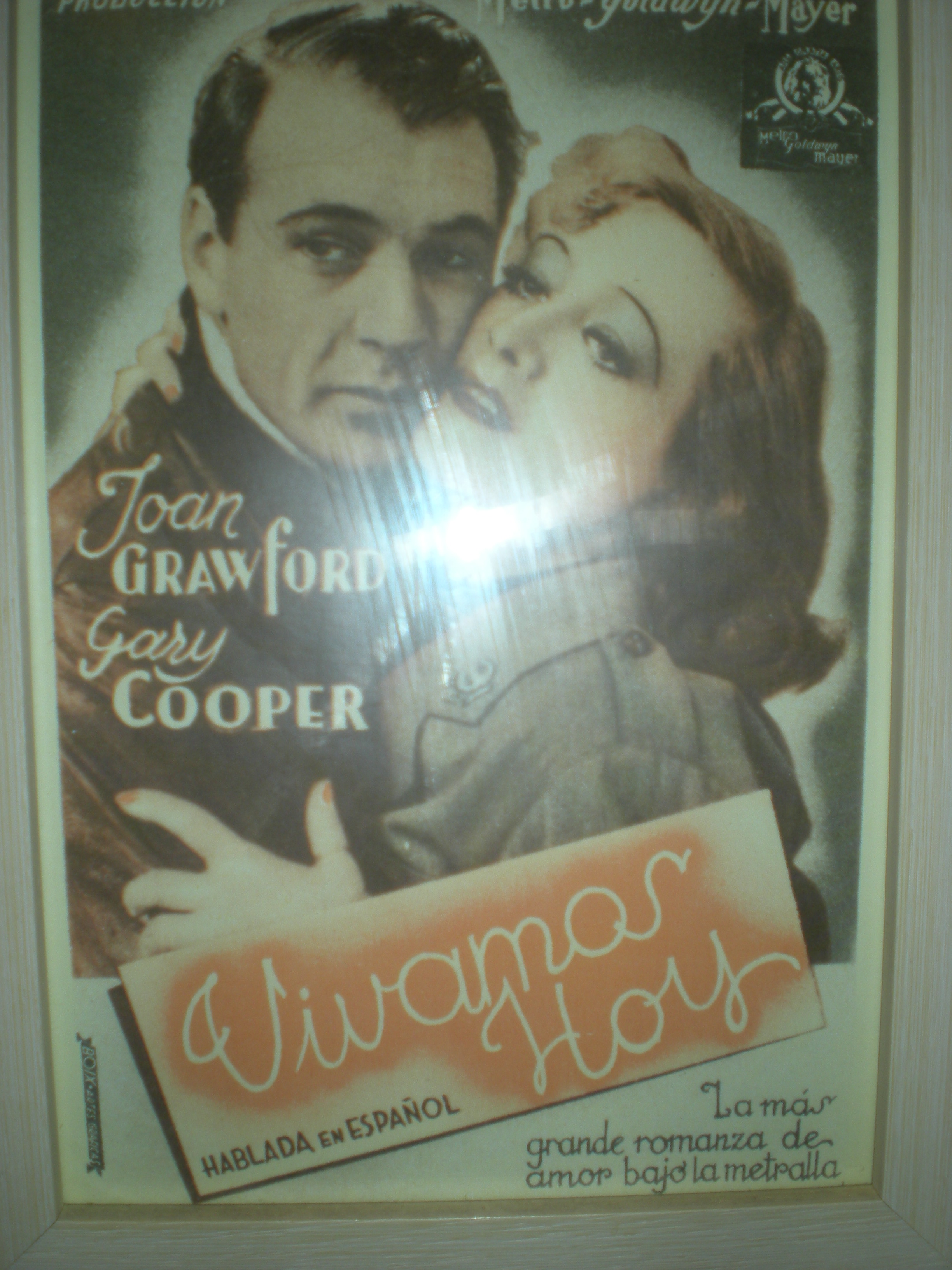
Nel 1933 nel poster spagnolo di Rivalità eroica (Today We Live) di Howard Hawks e Richard Rosson

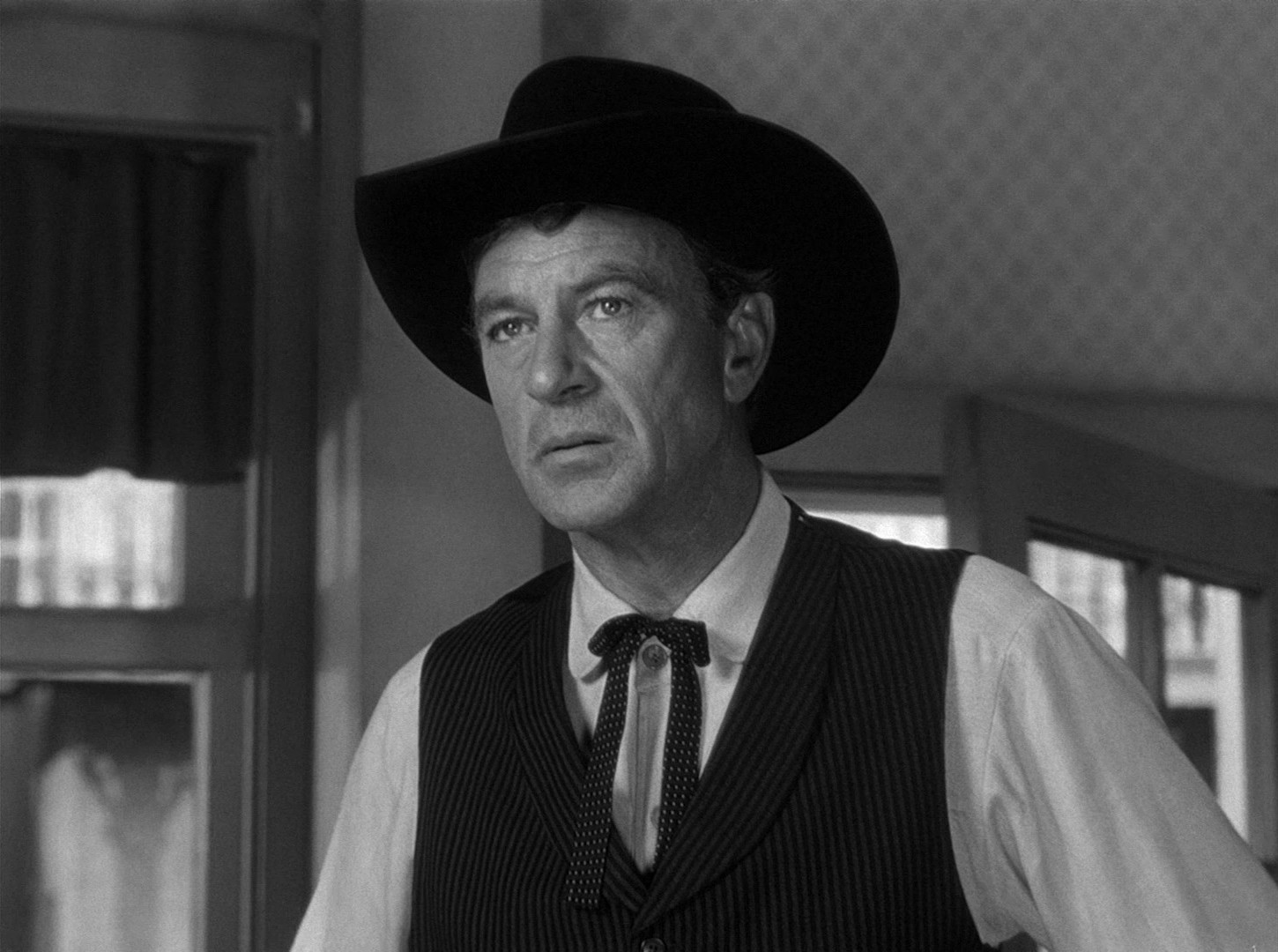
Nel 1952 nel trailer di Mezzogiorno di fuoco (High Noon) di Fred Zinnemann

- The Last Hour, regia di Edward Sloman (1923) - non accreditato
- Dick Turpin, regia di John G. Blystone (1925) - non accreditato
- The Trail Rider, regia di W. S. Van Dyke (1925) - non accreditato
- La valanga selvaggia (The Thundering Herd), regia di William K. Howard (1925) - non accreditato
- Riders of the Purple Sage, regia di Lynn Reynolds (1925)
- Cavalli indomiti (Wild Horse Mesa), regia di George B. Seitz (1925)
- The Lucky Horseshoe, regia di John G. Blystone (1925)
- Stirpe eroica (The Vanishing American), regia di George B. Seitz (1925)
- Drug Store Cowboy, regia di Park Frame (1925)
- L'aquila (The Eagle), regia di Clarence Brown (1925)
- Tricks, regia di Bruce M. Mitchell (1925)
- Warrior Gap, regia di Alan James (1925)
- North Star, regia di Paul Powell (1925)
- Ben-Hur, regia di Fred Niblo (1925)
- Three Pals, regia di Wilbur McCaugh e Bruce M. Mitchell (1926)
- The Enchanted Hill, regia di Irvin Willat (1926)
- Watch Your Wife, regia di Svend Gade (1926)
- The Johnstown Flood, regia di Irving Cummings (1926)
- A Six Shootin' Romance, regia di Alan James e Clifford Smith (1926)
- Thundering Speed, regia di Alan James (1926)
- Lightnin' Wins, regia di Alan James (1926) - cortometraggio
- Lightnin' Flashes, regia di Hans Tiesler (1926) - cortometraggio
- Bad Man's Bluff, regia di Alan James (1926)
- Old Ironsides, regia di James Cruze (1926)
- Fiore del deserto (The Winning of Barbara Worth), regia di Henry King (1926)
- Cosetta (It), regia di Clarence G. Badger (1927)
- Il demone dell'Arizona (Arizona Bound), regia di John Waters (1927)
- I figli del divorzio (Children of Divorce), regia di Frank Lloyd (1927)
- The Last Outlaw, regia di Arthur Rosson (1927)
- Ali (Wings), regia di William A. Wellman (1927)
- Nevada il tiratore (Nevada), regia di John Waters (1927)
- Naufraghi dell'amore (Half a Bride), regia di Gregory La Cava (1928)
- Lo sciabolatore del Sahara (Beau Sabreur), regia di John Waters (1928)
- Nido d'amore (Doomsday), regia di Rowland V. Lee (1928)
- La squadriglia degli eroi (The Legion of the Condemned), regia di William A. Wellman (1928)
- Le sette aquile (Lilac Time) di George Fitzmaurice e, non accreditato, Frank Lloyd (1928)
- Il primo bacio (The First Kiss), regia di Rowland V. Lee (1928)
- L'idolo del sogno (The Shopworn Angel), regia di Richard Wallace (1928)
- La canzone dei lupi (The Wolf Song), regia di Victor Fleming (1929)
- Tradimento (Betrayal), regia di Lewis Milestone (1929)
- L'uomo della Virginia (The Virginian), regia di Victor Fleming (1929)
- Seven Days' Leave, regia di Richard Wallace (1930)
- Only the Brave, regia di Frank Tuttle (1930)
- Paramount Revue (Paramount on Parade), regia di Dorothy Arzner e Otto Brower (1930)
- Galas de la Paramount, regia di Dorothy Arzner e Otto Brower (1930) - sé stesso
- The Texan, regia di John Cromwell (1930)
- A Man from Wyoming, regia di Rowland V. Lee (1930)
- The Spoilers, regia di Edwin Carewe (1930)
- Marocco (Morocco), regia di Josef Von Sternberg (1930)
- L'ultima carovana, riedito come Il fuciliere del deserto (Fighting Caravans), regia di Otto Brower e David Burton (1931)
- I gioielli rubati (The Stolen Jools / The Slippery Pearls), regia di William C. McGann (1931) - cortometraggio
- Le vie della città (City Streets), regia di Rouben Mamoulian (1931)
- Per una donna (I Take This Woman), regia di Marion Gering (1931)
- Il capitano (His Woman), regia di Edward Sloman (1931)
- Make me a star, regia di William Beaudine (1932) - sé stesso
- Il diavolo nell'abisso (Devil and the Deep), regia di Marion Gering (1932)
- Se avessi un milione (If I Had a Million), regia di James Cruze e H. Bruce Humberstone (1932)
- Addio alle armi (A Farewell to Arms), regia di Frank Borzage (1932)
- Rivalità eroica (Today We Live), regia di Howard Hawks e Richard Rosson (1933)
- Convegno d'amore (One Sunday Afternoon), regia di Stephen Roberts (1933)
- Alice nel Paese delle Meraviglie (Alice in Wonderland), regia di Norman Z. McLeod (1933)
- Partita a quattro (Design for Living), regia di Ernst Lubitsch (1933)
- L'agente n. 13 (Operator 13), regia di Richard Boleslawski (1934)
- Rivelazione (Now and Forever), regia di Henry Hathaway (1934)
- I lancieri del Bengala (The Life of a Bengal Lancer), regia di Henry Hathaway (1935)
- Notte di nozze (The Wedding Night), regia di King Vidor (1935)
- Sogno di prigioniero (Peter Ibbetson), regia di Henry Hathaway (1935)
- La festa di Santa Barbara (La Fiesta de Santa Barbara) (1935) - cortometraggio
- Desiderio (Desire), regia di Frank Borzage (1936)
- È arrivata la felicità (Mr. Deeds Goes to Town), regia di Frank Capra (1936)
- Hollywood Boulevard (1936) - cameo
- L'oro della Cina (The General Died at Dawn), regia di Lewis Milestone (1936)
- La conquista del West (The Plainsman), regia di Cecil B. DeMille (1936)
- Anime sul mare (Souls at Sea), regia di Henry Hathaway (1937)
- L'ottava moglie di Barbablù (Bluebeard's Eighth Wife), regia di Ernst Lubitsch (1938)
- Uno scozzese alla corte del Gran Kan, riedito come Le avventure di Marco Polo (The Adventures of Marco Polo), regia di Archie Mayo (1938)
- La dama e il cowboy (The Cowboy and the Lady), regia di H.C. Potter (1938)
- Beau Geste, regia di William A. Wellman (1939)
- La gloriosa avventura (The Real Glory), regia di Henry Hathaway (1939)
- L'uomo del West (The Westerner), regia di William Wyler (1940)
- Giubbe rosse (North West Mounted Police), regia di Cecil B. DeMille (1940)
- Arriva John Doe (Meet John Doe), regia di Frank Capra (1941)
- Il sergente York (Sergeant York), regia di Howard Hawks (1941)
- Colpo di fulmine (Ball of Fire), regia di Howard Hawks (1941)
- L'idolo delle folle (The Pride of the Yankees), regia di Sam Wood (1942)
- Per chi suona la campana (For Whom the Bell Tolls), regia di Sam Wood (1943)
- La storia del dottor Wassell (The Story of Dr. Wassell), regia di Cecil B. DeMille (1944)
- Le tre donne di Casanova (Casanova Brown), regia di Sam Wood (1944)
- Il magnifico avventuriero (Along Came Jones), regia di Stuart Heisler (1945)
- Saratoga (Saratoga Trunk), regia di Sam Wood (1945)
- Maschere e pugnali (Cloak and Dagger), regia di Fritz Lang (1946)
- Rivista di stelle (Variety Girl), regia di George Marshall (1947)
- Gli invincibili (Unconquered), regia di Cecil B. DeMille (1947)
- Il buon samaritano (Good Sam), regia di Leo McCarey (1948)
- La fonte meravigliosa (The Fountainhead), regia di King Vidor (1949)
- L'amore non può attendere (It's a Great Feeling), regia di David Butler - cameo (1949)
- Aquile dal mare (Task Force), regia di Delmer Daves (1949)
- Le foglie d'oro (Bright Leaf), regia di Michael Curtiz (1950)
- Il colonnello Hollister (Dallas), regia di Stuart Heisler (1950)
- Il comandante Johnny (You're in the Navy Now), regia di Henry Hathaway (1951)
- It's a Big Country, regia di Clarence Brown e Don Hartman (1951)
- Starlift (1951) - cameo
- Tamburi lontani (Distant Drums), regia di Raoul Walsh (1951)
- Mezzogiorno di fuoco (High Noon), regia di Fred Zinnemann (1952)
- La maschera di fango (Springfield Rifle), regia di André De Toth (1952)
- Samoa (Return to Paradise), regia di Mark Robson (1953)
- Ballata selvaggia (Blowing Wild), regia di Hugo Fregonese (1953)
- Il prigioniero della miniera (Garden of Evil), regia di Henry Hathaway (1954)
- Vera Cruz, regia di Robert Aldrich (1954)
- Corte marziale (The Court-Martial of Billy Mitchell), regia di Otto Preminger (1955)
- La legge del Signore (Friendly Persuasion), regia di William Wyler (1956)
- Arianna (Love in the Afternoon), regia di Billy Wilder (1957)
- Un pugno di polvere (Ten North Frederick), regia di Philip Dunne (1958)
- Dove la terra scotta (Man of the West), regia di Anthony Mann (1958)
- L'albero degli impiccati (The Hanging Tree), regia di Delmer Daves (1959)
- Arriva Jesse James (Alias Jesse James), regia di Norman Z. McLeod - cameo (1959)
- Cordura (They Came to Cordura), regia di Robert Rossen (1959)
- Premier Khrushchev in the USA - documentario (1959)
- I giganti del mare (The Wreck of the Mary Deare), regia di Michael Anderson (1959)
- Il dubbio (The Naked Edge), regia di Michael Anderson (1961)

## Riconoscimenti
- Premio Oscar

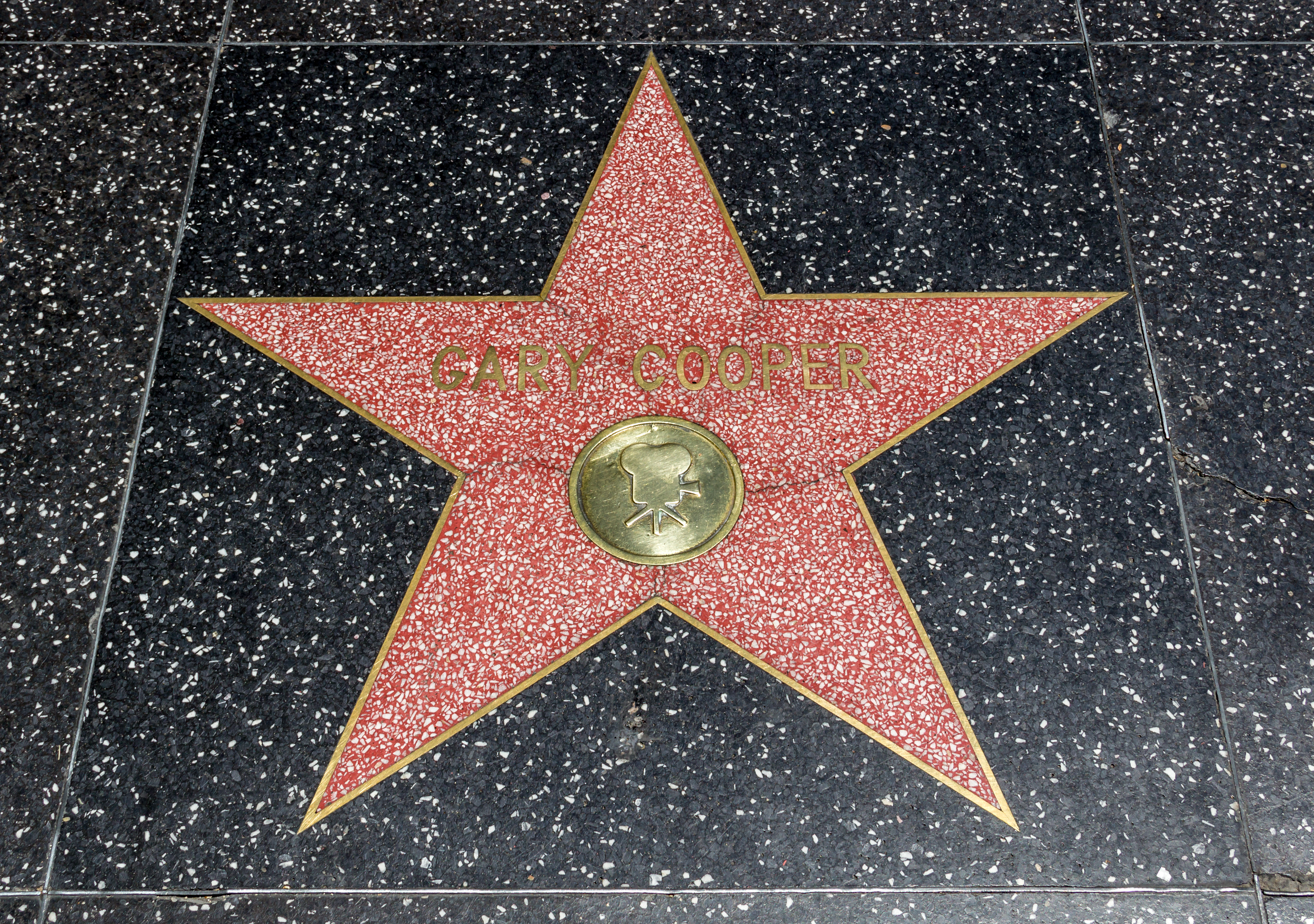
La sua stella sulla Hollywood Walk of Fame

  - 1937 – Candidatura come miglior attore protagonista per È arrivata la felicità
  - 1942 – Miglior attore protagonista per Il sergente York
  - 1943 – Candidatura come miglior attore protagonista per L'idolo delle folle
  - 1944 – Candidatura come miglior attore protagonista per Per chi suona la campana
  - 1953 – Miglior attore protagonista per Mezzogiorno di fuoco
  - 1961 – Oscar onorario
- Golden Globe
  - 1953 – Miglior attore in un film drammatico per Mezzogiorno di fuoco
  - 1957 – Candidatura come miglior attore in un film drammatico per La legge del Signore

## Doppiatori italiani
- Emilio Cigoli in L'ultima carovana, Se avessi un milione, I lancieri del Bengala (ridoppiaggio), Sogno di prigioniero, L'oro della Cina, Anime sul mare (ridoppiaggio), Uno scozzese alla corte del Gran Kan (ridoppiaggio), Beau Geste, Giubbe rosse, Arriva John Doe, Il sergente York, La storia del dottor Wassell, Le tre donne di Casanova (ridoppiaggio), Il magnifico avventuriero, Rivista di stelle, Gli invincibili, Il buon samaritano, La fonte meravigliosa, L'amore non può attendere, Aquile dal mare, Le foglie d'oro, Il comandante Johnny, Tamburi lontani, Mezzogiorno di fuoco, La maschera di fango, Samoa, Ballata selvaggia, Il prigioniero della miniera, Corte marziale, La legge del Signore, Arianna, Un pugno di polvere, Dove la terra scotta, L'albero degli impiccati, Cordura, Il dubbio
- Romolo Costa in Marocco, I lancieri del Bengala, Notte di nozze, Desiderio, È arrivata la felicità, Anime sul mare, Uno scozzese alla corte del Gran Kan, La dama e il cowboy, L'uomo del West, Colpo di fulmine, L'idolo delle folle, Per chi suona la campana
- Luigi Pavese in Saratoga, Maschere e pugnali
- Pino Locchi nei ridoppiaggi di Partita a quattro e L'ottava moglie di Barbablù
- Gualtiero De Angelis in I giganti del mare
- Lauro Gazzolo in La conquista del West
- Giulio Panicali in Vera Cruz
- Lamberto Picasso in L'agente n. 13
- Sandro Ruffini in La gloriosa avventura
- Leonardo Cortese in Le tre donne di Casanova (doppiaggio originale)
- Pino Colizzi in Per chi suona la campana (ridoppiaggio)
- Cesare Barbetti in Marocco (ridoppiaggio)
- Luca Biagini in Arriva John Doe (ridoppiaggio)
- Antonio Palumbo in Tamburi lontani (ridoppiaggio)
- Michele Kalamera in L'uomo del West (ridoppiaggio)
- Gianni Giuliano in Rivalità eroica (ridoppiaggio)
- Michele Gammino in L'idolo delle folle (ridoppiaggio)
- Massimo Lodolo in Per chi suona la campana (secondo ridoppiaggio)